# Мунджу (Пэкче)
Мунджу (хангыль 문주왕, ханча 文周王, ?—477) — 22-й правитель раннесредневекового корейского государства Пэкче (в 475—477 годах). Сын вана Кэро.

## Правление
В 475 г., во время нападения Когурё на Пэкчё, Мунджу был отправлен отцом на юг. В одном случае «Летописи Пэкче» объясняют это как необходимость «продлить [царственный] род государя», в другом - как необходимость получить помощь от Силла, следуя установившимся союзным отношениям: «В двадцать первом году правления Кэро (475 г.) напало [войско] Когурё и окружило [столицу] Хансон (крепость Хан). Кэро укрылся в крепости и упорно защищался. Он отправил Мунджу за помощью к  Силла. [Мунджу] заполучил 10 тысяч солдат и вернулся. Хотя [когу]рёские войска отступили, но крепость была разрушена, а ван [Кэро] погиб. [И вот тогда]  взошёл  на престол [Мунджу]». В «Тонгук-тонгам», который даёт короткий отчёт об этой войне, также говорится, что Силла послала на помощь Пэкче войско в 10 тысяч  человек. В.М.Тихонов  полагает, что 10-тысячное войско Силла “опоздало” к месту сражения и не оказало пэкчесцам никакой реальной поддержки не случайно. Силланцы стремились воспользоваться поражением Пэкче для своей военно-территориальной экспансии. После поражения бассейн р. Ханган (до самых южных пределов современной провинции Кёнги) был присоединен к владениям Когурё, более 8 тысяч пэкчесцев уведены в когурёский плен .
Пэкче находилось в очень тяжелом положении. Взойдя на престол, Мунджу перенес столицу на юг в горный Унджин (современный Конджу на реке Кымган, провинция Чхунчхон-намдо) — только там он чувствовал себя в безопасности. Топоним “Унджин”  на русский  язык  переводится  как “Медвежья  гавань”. В  «Нихон-сёки» (в  разделе  3-го месяца 21-го года правления Юряку, 477 года) говорится, что в спасении людей Пэкче есть заслуга японцев. Сообщается, что новому вану Пэкче -  Мунджу, который был единоутробным младшим братом Кэро (на самом деле, Мунджу был сыном вана Кэро), были дарованы земли Кома-нари (яп. Кума-нари).  «...Государь узнал, что Пэкче было разбито [войском] Ко[гу]рё. Поэтому [местность] Кома-нари (яп. Кума-нари) [он] даровал Мунджу, [чтобы таким образом] помощь оказать этому государству. Все люди того времени говорили: “Народ страны Пэкче погиб, они горевали, собравшись в Пэсу-ото [кор. Чхан-ха], но благодаря  поддержке  государя [Ямато]  эта страна вновь возродилась“.
Ван пытался укрепить обороноспособность страны (в «Самгук саги» упоминается о возведении горной крепости Тэду). В это же время (в 476 г.) были установлены отношения с королевством Тхамна на острове Чеджудо, которое преподнесло Пэкче символическую дань. Но правление Мунджу продолжалось слишком недолго и ему не удалось восстановить стабильность в стране. Сразу после переноса столицы на юг,  воспользовавшись эмиграцией значительной части клана Мок в Японию,  фактическую власть в стране снова захватил род Хэ. Представитель этого рода, главный генерал Хэ Гу решил избавиться от препятствовавшего ему вана и в 477 г. подослал к нему убийцу. После смерти Мунджу на трон был возведен его 13-летний сын Самгын, а фактическая власть оказалась в руках Хэ Гу.